# Leioproctus wagneri
Leioproctus wagneri är en biart som först beskrevs av Joseph Vachal 1909.  Leioproctus wagneri ingår i släktet Leioproctus och familjen korttungebin. Inga underarter finns listade i Catalogue of Life.